# 황성신문
황성신문(皇城新聞)은 남궁억, 나수연 등이 중심이 되어 1898년(광무(光武) 2년) 9월 5일 《대한황성신문》의 판권을 인수받아 창간한 일간 신문이자 민간 자본 신문이다.

## 2. 발행
주필로는 유근, 박은식, 장지연, 신채호 등이 활동하였다. 국한문혼용체가 쓰였으며, 애국적 논조로 일관했다. 1905년 을사조약에 대한 장지연의 항일 사설 〈시일야방성대곡〉 기사로 인해 정간당했고, 다시 1906년 복간되었다. 원래는 주2회 2면으로 발행하였지만 광무 3년 11월 23일부터 4단 4면제로 바뀌었다. 황성신문이 발행된 13년간 평균 발행 부수는 3000부 가량이었다고 한다.

## 3. 폐간
1910년 일제강점기 경술국치 직후에 신문제호가 강제로 '한성신문(漢城新聞)'으로 바뀌었으며, 9월 14일 제3470호를 끝으로 종간되었다. 

## 같이 보기
- 시일야방성대곡
- 보안회
- 제국신문